# Speocyclops castereti
Speocyclops castereti – gatunek widłonoga z rodziny Cyclopidae. Nazwa naukowa tego gatunku skorupiaków została opublikowana w 1954 roku przez szwedzkiego zoologa Knuta Lindberga.